# Тигровый (мыс)
Мыс Тигро́вый — западный входной мыс бухты Золотой Рог, образован юго-восточным склоном холма высотой 80,2 м, расположенного в юго-западной части полуострова Шкота. Мыс высокий, скалистый, обрывистый. Склоны холма застроены многоэтажными зданиями преимущественно 1960—1980-х годов постройки. Этот район города владивостокцы называют районом Эгершельда.
Вдоль берега мыса тянутся глубоководные причалы Владивостокского морского торгового порта.
С мыса Тигровый открывается живописный вид на пролив Босфор Восточный.
Название мыса отнюдь не абстрактное — на этой территории действительно жили тигры и порой они выходили на улицы раннего Владивостока. К северу от мыса Тигровый находится Тигровая сопка, вдоль западного склона которой располагается улица Тигровая.